# Aeroportul Phoenix Goodyear
Aeroportul Phoenix Goodyear (IATA: GYR, ICAO: KGYR, FAA LID: GYR) este un aeroport din Goodyear⁠(d), Maricopa, Arizona, Statele Unite ale Americii ce deservește zona Phoenix. Aeroportul a fost tranzitat în 2019 de 4 pasageri. A fost numit după zona deservită.
Situat la o altitudine de 295 m, aeroportul dispune de 1 pistă.

## Infrastructură

### Piste
Aeroportul dispune de o singură pistă. Pista 03/21 are suprafața de asfalt și dimensiunile 8.500 picioare × 150 picioare. 